# Ercole Baldini
Ercole Baldini (Forlì, 26 gennaio 1933 – Forlì, 1º dicembre 2022) è stato un ciclista su strada e pistard italiano.
Professionista dal 1957 al 1964, nel triennio tra il 1956 e il 1958 si aggiudicò il record dell'ora, un Grand Prix des Nations (in quegli anni era l'equivalente del campionato mondiale a cronometro), un campionato italiano su pista, due campionati italiani su strada, un campionato del mondo su pista, un campionato mondiale su strada, un titolo olimpico in linea ed un Giro d'Italia. Corridore completo, dotato di caratteristiche di passista-scalatore e cronoman, era soprannominato "il Treno di Forlì". Vantava il record di essere l'unico ciclista nella storia ad aver vinto una medaglia d'oro olimpica, un campionato mondiale ed un Grande Giro (record poi eguagliato da Remco Evenepoel). Nel 2016 è stato inserito nella Hall of Fame del Giro d'Italia.

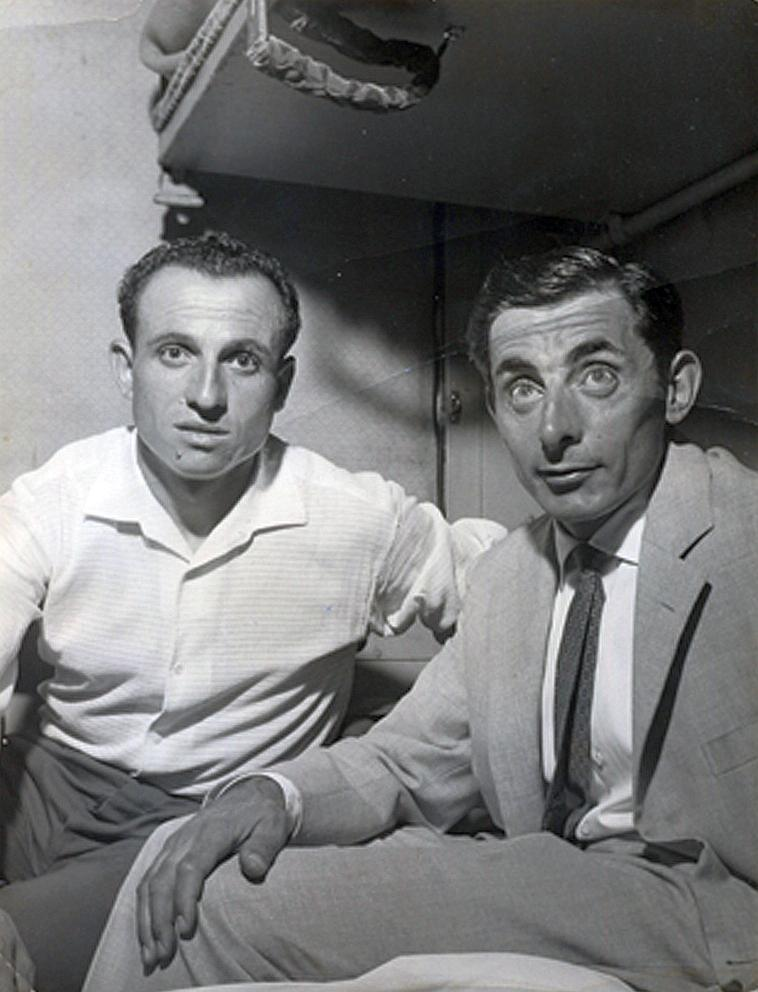
Ercole Baldini con Fausto Coppi nel 1958

## Carriera

### Nelle categorie allievi e dilettanti
Quarto di sei fratelli, tutti maschi, lasciò gli studi all'età di 17 anni: intrapresa l'attività ciclistica, nel 1951 si classificò terzo al Campionato italiano allievi, passando dilettante l'anno successivo. Dopo le trafile giovanili alla Scabbi Forlì, fu ingaggiato per un anno (1952) dalla Ciclistica "Baracca" di Lugo. Pur non cogliendo molte vittorie, si mise in luce nei due anni successivi, arrivando a stabilire il record dell'ora di categoria verso la fine del 1954, percorrendo km 44,870. Dopo aver svolto il servizio militare nel 1955, nel 1956 diventò campione italiano dell'inseguimento superando il già campione mondiale dilettanti Leandro Faggin e, nonostante non avesse grande confidenza con le discipline su pista, sfiorando – pur con un voluto rallentamento nel finale – di un solo decimo di secondo il record mondiale. Due mesi dopo si laureò addirittura campione mondiale dell'inseguimento dilettanti, sconfiggendo a Copenaghen, sul velodromo di Ordrup, di nuovo Faggin.
Sempre in quell'annata straordinaria si preparò a battere nuovamente il record dell'ora. Dopo essersi allenato sui 10 e 20 chilometri (di cui divenne nuovo primatista), migliorò la prestazione assoluta mondiale, pur essendo un dilettante: nell'occasione strappò il primato a Jacques Anquetil dopo aver completato km 46,393 nell'affollatissimo e festante Vigorelli di Milano. Sempre di questi anni è il brano a lui dedicato dal maestro Secondo Casadei (autore di "Romagna mia"), Il treno di Forlì. A coronamento della stagione arrivò il trionfo ai Giochi olimpici di Melbourne, nella prova su strada ai primi di dicembre, quando con grande sorpresa staccò tutti sulla salitella finale del tracciato. Addirittura non si trovava il disco con la registrazione dell'inno di Mameli, tanto che l'inno nazionale fu cantato dai tanti emigrati italiani presenti in Australia.

### Professionismo
Nel 1957 passò professionista con la Legnano, e oltre ad ottenere sei importanti vittorie, tra cui il Trofeo Baracchi in coppia con Fausto Coppi (ultimo prestigioso successo del Campionissimo) e il Giro di Romagna, si laureò campione italiano su strada. Al Giro d'Italia vinse quindi la prova a cronometro di Forte dei Marmi con una media così elevata che una sessantina di corridori, poi in parte riammessi, finirono fuori tempo massimo; concluse la "corsa rosa" al terzo posto, a 5'59" dal vincitore Gastone Nencini.
Nel 1958 vinse il Giro d'Italia prevalendo su Charly Gaul, poi terzo, sia in salita – nella tappa dolomitica e in quella di Bosco Chiesanuova – che a cronometro (a Comerio e a Viareggio); si aggiudicò inoltre per la seconda volta la maglia tricolore di campione italiano su strada. Rinunciò quindi a correre il Tour de France per essere competitivo al campionato del mondo su strada di Reims. In quella gara fu subito protagonista uscendo dal gruppo a 250 km dal traguardo per andare a riprendere i tre fuggitivi, Louis Bobet, Gastone Nencini e Gerrit Voorting, a loro volta partiti approfittando del disaccordo tra i due favoriti, i belgi Rik Van Steenbergen e Rik Van Looy; li staccò poi uno per uno – l'ultimo a cedere fu Bobet – e andò a vincere per distacco la corsa iridata.
Elogiato per l'eleganza in bicicletta, venne presto etichettato come un "nuovo Coppi": altrettanto presto, però, la sua carriera entrò in fase discendente. Negli anni successivi al 1958, infatti, Baldini non riuscì a ripetere le imprese delle stagioni precedenti, soprattutto per problemi di peso causati da alcune disfunzioni fisiche mai chiarite, forse derivanti dalle complicazioni di un intervento chirurgico per appendicite cui si era sottoposto nella primavera del 1959. Arrivarono per lui pochi ulteriori risultati di livello, nel luglio del 1959 la tappa alpina di Saint-Vincent al Tour de France, nel 1962, al Giro di Lombardia, il record di scalata assoluto nel durissimo Muro di Sormano, con il tempo di 9'24". Il 4 novembre 1964, dopo essersi classificato secondo al Trofeo Baracchi in coppia con Vittorio Adorni, annunciò l'addio all'attività agonistica.
Dopo essere stato direttore sportivo per alcune formazioni professionistiche (tra cui, per quattro anni, la Scic), è stato scelto come Presidente dell'Associazione Ciclisti e infine Presidente della Lega. È stato poi anche collaboratore del presidente dell'Unione Ciclistica Internazionale Hein Verbruggen.
Muore il 1º dicembre 2022 a Villanova di Forlì, dove viveva, all'età di 89 anni.

## Palmarès

### Strada
- 1954 (dilettanti)

Targa d'Oro Città di Legnano
- 1956 (dilettanti)

Milano-Bologna
Manx International
Giochi olimpici, Prova in linea
- 1957 (Legnano, sei vittorie)

12ª tappa Giro d'Italia (Montecatini Terme > Forte dei Marmi, cronometro)
Giro di Romagna
Campionati italiani, Prova in linea
Giro del Lazio
Gran Premio di Lugano (cronometro)
Trofeo Baracchi (cronocoppie, con Fausto Coppi)
- 1958 (Legnano, tredici vittorie)

3ª tappa, 2ª semitappa Gran Premio Ciclomotoristico (Brindisi > Lecce, cronometro)
6ª tappa, 1ª semitappa Gran Premio Ciclomotoristico (Potenza > Castellamare Adriatico)
Trofeo Tendicollo Universal
2ª tappa Giro d'Italia (Varese > Comerio, cronometro)
8ª tappa Giro d'Italia (Viareggio > Viareggio, cronometro)
15ª tappa Giro d'Italia (Cesena > Bosco Chiesanuova)
17ª tappa Giro d'Italia (Levico Terme > Bolzano)
Classifica generale Giro d'Italia
Trofeo Matteotti
Campionati del mondo, Prova in linea
Gran Premio Industria e Commercio di Prato
Campionati italiani, Prova in linea
Trofeo Baracchi (cronocoppie, con Aldo Moser)
- 1959 (Ignis, cinque vittorie)

Gran Premio Faema - Chignolo Po
Trofeo Tendicollo Universal
18ª tappa Tour de France (Le Lautaret > Saint-Vincent)
Giro dell'Emilia
Trofeo Baracchi (cronocoppie, con Aldo Moser)
- 1960 (Ignis, una vittoria)

Grand Prix des Nations
- 1961 (Ignis, tre vittorie)

Milano-Mantova
GP d'Europa
Trofeo Baracchi (cronocoppie, con Joseph Velly)
- 1962 (Ignis, una vittoria)

Trofeo Tendicollo Universal
- 1963 (Cynar, tre vittorie)

Coppa Placci
Giro della Provincia di Reggio Calabria
Trofeo Tendicollo Universal

#### Altri successi

Ercole Baldini nel 1958

- 1957 (Legnano)

Coppa Brescia
Pescara (circuito)
- 1958 (Legnano)

Coppa Collecchio
Riccione (circuito)
- 1962 (Ignis)

Ponte Piave (circuito)
- 1963 (Cynar)

San Costanzo (circuito)
Criterium dei Campioni
Classifica generale Trofeo Cougnet

### Pista
- 1954 (dilettanti)

Record dell'ora, 44,870 km (Milano)
- 1956

Campionati del mondo, Inseguimento individuale Dilettanti
Campionati italiani, Inseguimento individuale Dilettanti
Record dell'ora, 46,394 km (Milano)

## Piazzamenti

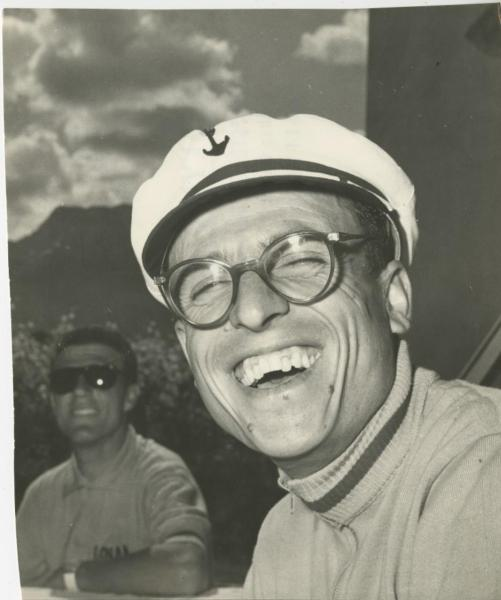
Primo piano di Ercole Baldini al Giro d'Italia 1958 da lui conquistato

### Grandi Giri
- Giro d'Italia

1957: 3º
1958: vincitore
1959: 17º
1960: 41º
1961: ritirato
1962: 7º
1963: 26º
1964: ritirato
- Tour de France

1959: 6º
1960: 33º
1962: 8º
1964: ritirato (7ª tappa)

### Classiche monumento
- Milano-Sanremo

1957: 17º
1958: 10º
1961: ritirato
1963: 62º
1964: 67º
- Parigi-Roubaix

1961: 70º
- Liegi-Bastogne-Liegi

1958: 28º
- Giro di Lombardia

1958: 8º
1959: 21º
1961: ritirato
1962: 7º
1963: ritirato

### Competizioni mondiali
- Campionati del mondo su strada

Waregem 1957 - In linea: 18º
Reims 1958 - In linea: vincitore
Zandvoort 1959 - In linea: 25º
Berna 1961 - In linea: 18º
Salò 1962 - In linea: ritirato
- Campionati del mondo su pista

Copenaghen 1956 - Inseguimento ind. Dilettanti: vincitore
Lipsia 1960 - Inseguimento individuale: 3º
Parigi 1964 - Inseguimento individuale: 3º
- Giochi olimpici

Melbourne 1956 - In linea: vincitore
Melbourne 1956 - A squadre: 4º

## Onorificenze
- Premio "Filo d'argento" 2014 e la medaglia Florentia mater nel salone cinquecentesco di Palazzo Vecchio a Firenze[11].

## Riconoscimenti
- Trophée Edmond Gentil nel 1956

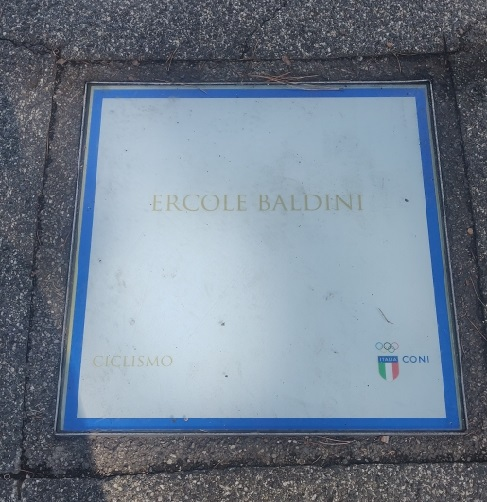
La targa di Ercole Baldini sulla Walk of Fame dello sport italiano, presso il Foro Italico di Roma.

- Inserito nella Hall of Fame del Giro d'Italia nel 2016
- Il 12 marzo 2018 una targa dedicata a Baldini è stata inserita nella Walk of Fame dello sport italiano, al parco olimpico del Foro Italico a Roma, riservata agli ex-atleti italiani che si sono distinti in campo internazionale.[12][13]